# Neža
Neža je žensko osebno ime.

## Izvor imena
Ime Neža izhaja iz latinskega imena Agnes in je nastalo po izpustitvi prvega zloga. Latinsko ime razlagajo iz grške besede ἀγνός (aghnòs), v pomenu besede »čista, nedolžna« ali iz latinske besede agnus v pomenu »jagnje«.

## Različice imena
Agi, Agica, Agna, Agnes, Agnesa, Agnese, Agneš, Agneta, Agnez, Agneza, Agnezija, Agni, Agnica, Ines, Janja, Nežica, Nežika, Neža

## Pogostost imena
Po podatkih Statističnega urada Republike Slovenije je bilo na dan 31. decembra 2007 v Sloveniji število ženskih oseb z imenom Neža: 4.179. Med vsemi ženskimi imeni pa je ime Neža po pogostosti uporabe uvrščeno na 64 mesto.

## Osebni praznik
V koledarju je ime Neža zapisano: 21. januarja (Agnes [Neža, Janja], devica in mučenka, † 21. jan. okoli leta 303), 2. marca (Neža Praška, devica, † 2. mar. 1282) in 20. aprila (Agnes, devica, † 20. apr. 1317).